# Coen Delsen
Coenraad (Coen) Delsen (Amsterdam, 5 oktober 1900 – 1997) was een Nederlands voetballer en voetbalcoach.

## Biografie
Coen Delsen was de zoon van Hendrik Delsen en Johanna Maria Kok. Hij trouwde op 11 augustus 1932 met Mietje de la Bie en had twee kinderen. Hij was metselaar van beroep.
Delsen speelde van 1924 tot 1925 bij Ajax als linker verdediger. Daar speelde ook zijn broer Hein. Hij raakte zijn plaats in het elftal kwijt aan Dolf van Kol. Hierna speelde hij voor 't Gooi en tot in de jaren '30 bij Blauw-Wit. Daarnaast was hij werkzaam als los arbeider en metselaar.
Hij werd in het seizoen 1936/37 trainer bij N.E.C. en had tussen 1942 en 1945 PSV onder zijn hoede. Met DWV Amsterdam bereikte Delsen de finale van de KNVB beker in het seizoen 1947/48. Tot 1951 was hij trainer van Blauw-Wit en daarna van SVV en DHC Delft. In 1954 keerde hij als trainer terug bij N.E.C. De Duitser Ferdi Silz werd in 1956 aangesteld als hoofdtrainer en Delsen werd zijn assistent. Toen Silz in 1957 voortijdig moest vertrekken bij N.E.C. maakte Delsen het seizoen af als hoofdtrainer. Hierna trainde hij SV Spero en werd in 1963 aangesteld bij TSV LONGA.